# Willie Atwood
Willie J. Atwood (Memphis, 15 febbraio 1994) è un cestista statunitense.

## Palmarès
- Coppa d'Austria: 1

Kapfenberg Bulls: 2020
- Supercoppa d'Austria: 1

Kapfenberg Bulls: 2019